# Chicoasén
Chicoasén es una localidad del estado mexicano de Chiapas, cabecera del municipio homónimo.

## Toponimia
El nombre «Chicoasén» proviene de la expresión indígena que se traduce como "seis lugares" o "seis cerros".

## Geografía
La localidad está ubicada en la posición 16°56′31″N 93°6′3″O / 16.94194, -93.10083, a una altitud de 251 m s. n. m.
Según la clasificación climática de Köppen, el clima corresponde al tipo Aw - Tropical seco.

## Demografía
Cuenta con 3947 habitantes lo que representa un incremento promedio de 1.7% anual en el período 2010-2020 sobre la base de los 3343 habitantes registrados en el censo anterior. Ocupa una superficie de 1.866 km², lo que determina al año 2020 una densidad de 2115 hab/km².
| Gráfica de evolución demográfica de Chicoasén entre 2000 y 2020   |
|                                                                   |
| Fuente: Instituto Nacional de Estadística Geografía e Informática |

En el año 2010 estaba clasificada como una localidad de grado alto de vulnerabilidad social.
La población de Chicoasén está mayoritariamente alfabetizada (7.68% de personas analfabetas al año 2020) con un grado de escolarización en torno de los 7.5 años. Solo el 2.25% de la población es indígena.